# George Lumley-Saunderson (5e comte de Scarbrough)
George Augustus Lumley-Saunderson, 5e comte de Scarbrough (22 septembre 1753 - 5 septembre 1807), titré vicomte Lumley jusqu'en 1782, est un pair et un homme politique britannique qui siège à la Chambre des communes de 1774 à 1780.

## Biographie
Il est le fils aîné de Richard Lumley-Saunderson (4e comte de Scarbrough), et Barbara Savile, fille de George Savile (7e baronnet). Il fait ses études au collège d'Eton de 1764 à 1770 et est admis au Kings College de Cambridge en 1771.
Il est élu député de Lincoln sur la recommandation de son père aux élections générales de 1774. Il présente encore à Lincoln en 1780, mais est vaincu. En 1782, il succède à son père comme comte et entre à la Chambre des lords.
Lord Scarbrough est décédé en septembre 1807, à l'âge de 53 ans. Il ne s'est jamais marié et son frère cadet, Richard Lumley-Saunderson (6e comte de Scarbrough), lui succède.